# Olive Deering
Olive Deering, geboren als Olive Corn (New York, 11 oktober 1918 - aldaar, 22 maart 1986) was een Amerikaanse actrice.

## Levensloop en carrière
Alvorens aan haar filmcarrière te beginnen, trad Deering op in het theater. In 1947 debuteerde ze in Gentleman's Agreement met Gregory Peck. In 1949 speelde ze een van de hoofdrollen in Samson and Delilah. Ook in een andere grote sandalenfilm van Cecil B. DeMille zou ze een hoofdrol spelen. In The Ten Commandments (1956) speelde ze de rol van Myriam. Ze zou slechts in 7 Hollywoodfilms verschijnen. In de jaren 60 was ze vooral actief in de televisiewereld met rollen in onder meer The Defenders en The Outer Limits.
Deering was vanaf 1947 een aantal jaren gehuwd met Leo Penn. Haar oudere broer was acteur Alfred Ryder. Ze overleed in 1986 op 67-jarige leeftijd. Ze ligt begraven op Kensico Cemetery.

## Filmografie (selectie)
- Gentleman's Agreement, 1947
- Samson and Delilah, 1949
- The Ten Commandments, 1956